# Interrios
Interrios è una località del comune di Villanova Monteleone in provincia di Sassari; dista circa 3 km dal centro abitato, e 26 km da Alghero.

## Il santuario
Sulla strada che collega Villanova Monteleone alla provinciale Alghero-Bosa, sorge un santuario dedicato alla Madonna di Interrios, molto venerata dai villanovesi e dagli abitanti delle aree limitrofe.

È una chiesa campestre,  risale al XVI secolo. A navata unico, con volta a botte, e una cupola sul presbiterio. L'altare maggiore è in legno. La chiesa in tempi recenti ha avuto bisogno di lavori di consolidamento. All'esterno della chiesa addossato lungo una parete si trova uno spazio ad archi, dove erano soliti sostare i pellegrini in occasione di pellegrinaggi e feste, e che trascorrevano la notte presso il santuario. Secondo una tradizione popolare la chiesa fu risparmiata dalla distruzione nel 1582 poiché la nebbia la sottrasse alla vista dei pirati turchi.
Qualche chilometro più avanti in un tratto di strada in salita chiamato "sa pigada 'e sos turcos" (la salita dei turchi) sarebbe avvenuto uno scontro tra villanovesi e pirati turchi che si erano avventurati all'interno fino sulle alture di Villanova.
La festa della Madonna di Interrios cade l'8 settembre con grande partecipazione di popolo.

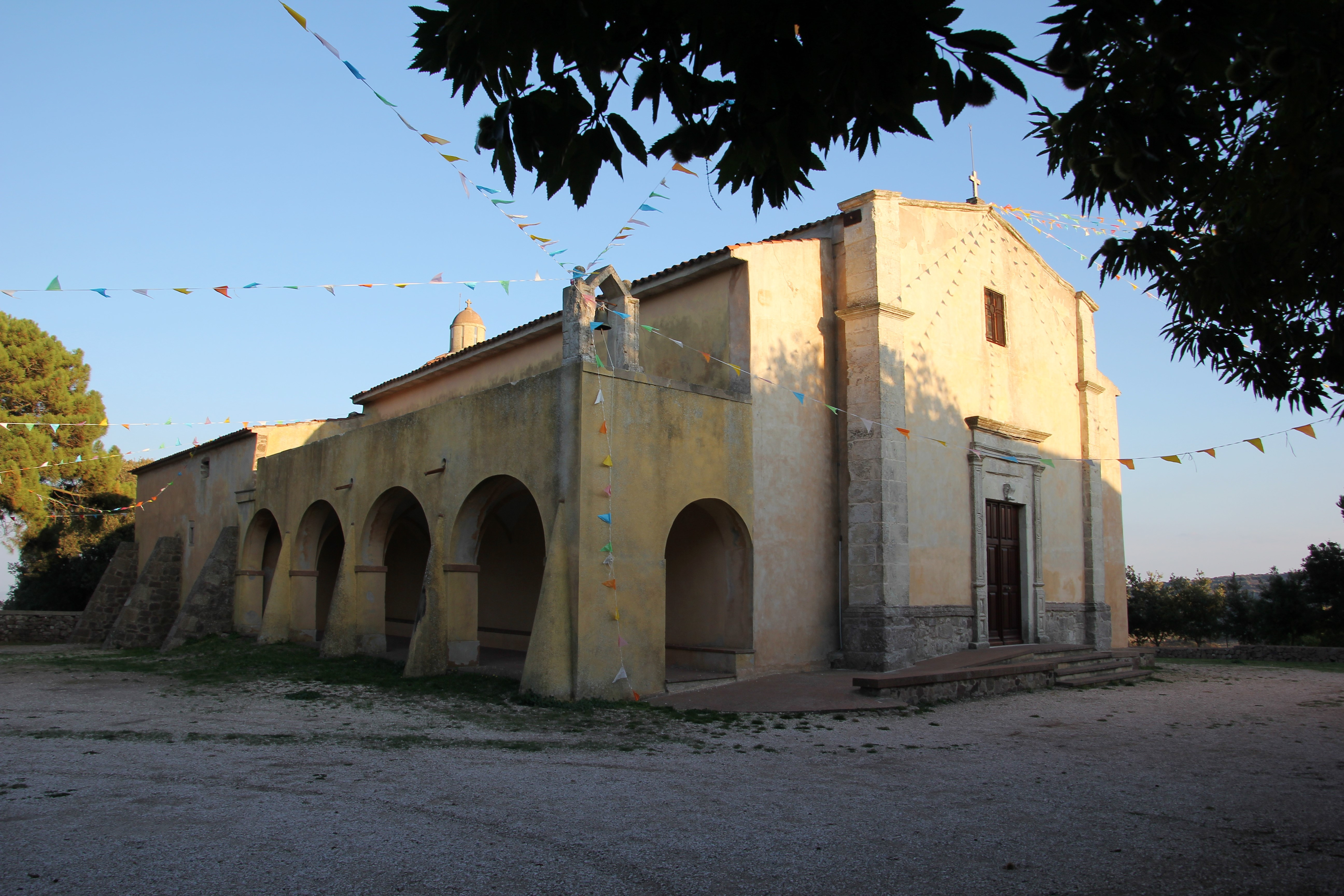
La chiesa di Nostra Signora di Interrios

Nei pressi del santuario un'ampia costruzione, che nei decenni scorsi è servita come soggiorno estivo per bambini del paese e di altri centri. In tempi recenti la struttura è stata migliorata, trasformando i cameroni in camere e dotandole di servizi. Viene utilizzata per campi estivi di ragazzi e giovani del paese e più in generale della diocesi di Alghero-Bosa.